# Adrien Douady
Adrien Douady (25 de septiembre de 1935 – 2 de noviembre de 2006) fue un destacado matemático francés.
Fue alumno de Henri Cartan, e inicialmente trabajó en álgebra homológica. Con posterioridad se interesó en el trabajo de Pierre Fatou y Gaston Julia e hizo significativas contribuciones en los campos de la geometría analítica y los sistemas dinámicos. Junto con su alumno John H. Hubbard, introdujo un nuevo campo de estudio, y creó una nueva escuela. El conejo de Douady, un conjunto de Julia cuadrático, recibió este nombre en su honor.
Fue elegido miembro de la Academia de las Ciencias Francesa en 1997.